# Salassa megastica
Salassa megastica is een vlinder uit de familie nachtpauwogen (Saturniidae), onderfamilie Salassinae.
De wetenschappelijke naam van de soort is voor het eerst geldig gepubliceerd door Swinhoe in 1894.